# Llista d'aeroports de Moçambic
Aquesta és la llista d'aeroports de Moçambic, ordenats per localització.

## Aeroports
Els noms dels aeroports en negreta indiquen que l'aeroport ha programat servei en línies aèries comercials.
| Ciutat                           | OACI | IATA | Nom de l'aeroport                | Coordenades                                          |
| -------------------------------- | ---- | ---- | -------------------------------- | ---------------------------------------------------- |
| Angoche                          | FQAG | ANO  | Aeroport d'Angoche               | 16° 10′ 55″ S, 39° 56′ 41″ E / 16.18194°S,39.94472°E |
| Illa de Bazaruto                 |      | BZB  | Aeroport de l'illa de Bazaruto   | 21° 32′ 34″ S, 35° 28′ 22″ E / 21.54278°S,35.47278°E |
| Beira                            | FQBR | BEW  | Aeroport de Beira                | 19° 47′ 47″ S, 34° 54′ 27″ E / 19.79639°S,34.90750°E |
| Illa de Benguerra                |      | BCW  | Aeroport de l'illa de Benguerra  | 21° 51′ 11″ S, 35° 26′ 18″ E / 21.85306°S,35.43833°E |
| Bilene                           | FQBI |      | Aeroport de Bilene               | 25° 15′ 58″ S, 33° 14′ 19″ E / 25.26611°S,33.23861°E |
| Chimoio                          | FQCH | VPY  | Aeroport de Chimoio              | 19° 09′ 04″ S, 33° 25′ 44″ E / 19.15111°S,33.42889°E |
| Cuamba                           | FQCB | FXO  | Aeroport de Cuamba               | 14° 49′ 02″ S, 36° 31′ 54″ E / 14.81722°S,36.53167°E |
| Illa d'Inhaca                    | FQIA |      | Aeroport d'Inhaca                | 25° 59′ 52″ S, 32° 55′ 45″ E / 25.99778°S,32.92917°E |
| Badia d'Indigo, illa de Bazaruto |      | IBL  | Aeroport d'Indigo Bay Lodge      | 21° 42′ 26″ S, 35° 27′ 08″ E / 21.70722°S,35.45222°E |
| Inhambane                        | FQIN | INH  | Aeroport d'Inhambane             | 23° 52′ 35″ S, 35° 24′ 30″ E / 23.87639°S,35.40833°E |
| Lichinga                         | FQLC | VXC  | Aeroport de Lichinga             | 13° 16′ 26″ S, 35° 15′ 58″ E / 13.27389°S,35.26611°E |
| Lumbo                            | FQLU | LFB  | Aeroport de Lumbo                | 15° 01′ 59″ S, 40° 40′ 18″ E / 15.03306°S,40.67167°E |
| Maputo                           | FQMA | MPM  | Aeroport Internacional de Maputo | 25° 55′ 15″ S, 32° 34′ 21″ E / 25.92083°S,32.57250°E |
| Marrupa                          | FQMR |      | Aeroport de Marrupa              | 13° 13′ 30″ S, 37° 33′ 07″ E / 13.22500°S,37.55194°E |
| Mocímboa da Praia                | FQMP | MZB  | Aeroport de Mocímboa da Praia    | 11° 21′ 42″ S, 40° 21′ 17″ E / 11.36167°S,40.35472°E |
| Mueda                            | FQMD | MUD  | Aeroport de Mueda                | 11° 40′ 22″ S, 39° 33′ 47″ E / 11.67278°S,39.56306°E |
| Nacala                           | FQNC | MNC  | Aeroport de Nacala               | 14° 29′ 17″ S, 40° 42′ 44″ E / 14.48806°S,40.71222°E |
| Nampula                          | FQNP | APL  | Aeroport de Nampula              | 15° 06′ 20″ S, 39° 16′ 54″ E / 15.10556°S,39.28167°E |
| Pemba                            | FQPB | POL  | Aeroport de Pemba                | 12° 59′ 12″ S, 40° 31′ 20″ E / 12.98667°S,40.52222°E |
| Ponta do Ouro                    | FQPO | PDD  | Aeroport de Ponta do Ouro        | 26° 49′ 36″ S, 32° 50′ 18″ E / 26.82667°S,32.83833°E |
| Quelimane                        | FQQL | UEL  | Aeroport de Quelimane            | 17° 51′ 19″ S, 36° 52′ 08″ E / 17.85528°S,36.86889°E |
| Songo                            | FQSG |      | Aeroport de Songo                | 15° 44′ 14″ S, 32° 45′ 46″ E / 15.73722°S,32.76278°E |
| Tete                             | FQTT | TET  | Aeroport de Chingozi             | 16° 06′ 17″ S, 33° 38′ 24″ E / 16.10472°S,33.64000°E |
| Ulongué                          | FQUG |      | Aeroport d'Ulongué               | 14° 42′ 16″ S, 34° 21′ 08″ E / 14.70444°S,34.35222°E |
| Vilankulo                        | FQVL | VNX  | Aeroport de Vilankulo            | 22° 01′ 06″ S, 35° 18′ 47″ E / 22.01833°S,35.31306°E |